# کلوونیال پاین هیل (داکوتای جنوبی)
کلوونیال پاین هیل(به انگلیسی: Colonial Pine Hills) شهری در ایالت داکوتای جنوبی کشور ایالات متحده آمریکا است که جمعیت آن در سرشماری سال ۲۰۱۰ میلادی، ۲٬۴۹۳ نفر بوده‌است.